# Sammy
Sammy ist ein männlicher Vorname.

## Herkunft und Bedeutung
Der Name ist eine Variante von Samuel.

## Bekannte Namensträger

### Vornamensträger (Auswahl)
- Sammy Amara (* 1979), deutscher Sänger (Broilers)
- Sammy Angott (1915–1980), US-amerikanischer Boxer
- Sammy Baugh (1914–2008), US-amerikanischer American-Football-Spieler und -Trainer
- Sammy Benskin (1922–1992), US-amerikanischer Jazzpianist
- Sammy Cahn (1913–1993), amerikanischer Songwriter und Musiker
- Sammy Carlson (* 1989), US-amerikanischer Freestyle- und Freeride-Skier
- Sammy Crooks (1908–1981), englischer Fußballspieler
- Sammy Davis (Rennfahrer) (1887–1981), britischer Automobilrennfahrer und Motorsportjournalist
- Sammy Davis, Jr. (1925–1990), US-amerikanischer Sänger, Tänzer und Schauspieler
- Sammy Davis senior (1900–1988), US-amerikanischer Sänger
- Sammy Drechsel (1925–1986), deutscher Journalist und Sportreporter
- Sammy Fain (1902–1989), US-amerikanischer Komponist und Songwriter
- Sammy Giammalva (* 1963), US-amerikanischer Tennisspieler
- Sammy Gravano (* 1945), US-amerikanischer Mobster
- Sammy Gronemann (1875–1952), jüdischer Schriftsteller, Journalist und Rechtsanwalt
- Sammy Hagar (* 1947), US-amerikanischer Sänger, Gitarrist und Songwriter
- Sammy Kaye (1910–1987), US-amerikanischer Orchesterleiter, Komponist und Saxophonist
- Sammy Kershaw (* 1958), US-amerikanischer Sänger
- Sammy Kipketer (* 1981), kenianischer Langstreckenläufer
- Sammy Kirop Kitwara (* 1986), kenianischer Langstreckenläufer
- Sammy Korir (* 1971), kenianischer Marathonläufer
- Sammy Koskei (* 1961), kenianischer Mittelstreckenläufer
- Sammy Kiptoo Kurgat (* 1975), kenianischer Marathonläufer
- Sammy Lee (Choreograf) (1890–1968), US-amerikanischer Tänzer, Choreograf und Filmregisseur
- Sammy Lee (Fußballspieler) (* 1959), englischer Fußballspieler
- Sammy Lelei (* 1964), kenianischer Marathonläufer
- Sammy Lowe (1918–1993), US-amerikanischer Trompeter, Arrangeur und Orchesterleiter
- Sammy Masters (1930–2013), US-amerikanischer Musiker
- Sammy Morris (* 1977), US-amerikanischer American-Football-Spieler
- Sammy Nestico (1924–2021), amerikanischer Musiker, Komponist und Arrangeur
- Sammy Ofer (1922–2011), israelischer Unternehmer
- Sammy Penn (1902–1969), US-amerikanischer Schlagzeuger
- Sammy Price (1908–1992), US-amerikanischer Pianist
- Sammy Stewart (Musiker) (1890/1894–1960), US-amerikanischer Musiker und Bandleader
- Sammy Smyth (1925–2016), nordirischer Fußballspieler
- Sammy Traoré (* 1976), malischer Fußballspieler
- Sammy Vomáčka (* 1946), tschechischer Gitarrist
- Sammy Watkins (* 1993), US-amerikanischer American-Football-Spieler

### Pseudonyme
- Sammy aus Alabamy (Kampfname von Alvin W. Vogtle; 1918–1994), US-amerikanischer Kriegsheld und Industrieller
- DJ Sammy (Samuel Bouriah; * 1969), spanischer DJ und Musikproduzent

### Tiere
- Sammy (Brillenkaiman) (1988–2013), siehe Straberg-Nievenheimer See #Kaiman Sammy
- Sammy (Kater) (2001–2013), Uni-Kater in Konstanz